# Bruck (Lorch)
Bruck ist ein Weiler im Gebiet der Kleinstadt Lorch im Ostalbkreis in Baden-Württemberg.

## Beschreibung
Bruck liegt etwa 2,5 Kilometer nordnordöstlich des Stadtkerns von Lorch. Der Ort mit etwa 12 Hausnummern steht in einem von Nord nach Süd ziehenden, weniger als 400 Meter breiten Streifen offener Flur auf dem Höhenrücken zwischen den hangbewaldeten Tälern des Götzenbachs im Westen und des zum Schweizerbach fließenden Mühlenbachs im Osten. Dem Verkehr erschließt den Ort die auf der Wasserscheide laufende L 1154 von Lorch im Süden in Richtung Pfahlbronn und Alfdorf im Norden.
Im Untergrund liegen die tiefsten Schichten des Schwarzjuras, unter welchen schon am Ortsrand der Knollenmergel (Trossingen-Formation) des Mittelkeupers an den einsetzenden Talhängen ausstreicht. Naturräumlich liegt der Ort im Welzheimer Wald, genauer im Vorderen Welzheimer Wald.

## Geschichte
Der Ort wurde erstmals im Jahre 1477 als „Brugg“ erwähnt. Die Güter gehörten dem Kloster Lorch und auch Württemberg hatte Rechte im Ort.